# Dialectos hessianos
El hessiano (en alemán: Hessisch, pronunciación: /ˈhɛsɪʃ/ⓘ) es un grupo de dialectos del alemán central occidental, hablados en el estado de Hesse (Alemania central). El dialecto más similar al hessiano es el alemán del Palatinado (Pfälzisch) de la subfamilia fráncica renana. No obstante, los dialectos de Hesse poseen características que los diferencian de otros dialectos centro-occidentales.

## Dialectos
El hessiano puede subdividirse en cuatro dialectos principales:
- Hessiano septentrional (alrededor de la ciudad de Kassel);
- Hessiano central (zonas de Marburgo y Gießen);
- Hessiano oriental (alrededor de Fulda);
- Hessiano meridional (alrededor de Darmstadt).

Para entender esta división hay que tener en cuenta la historia de Hesse y el hecho de que este estado es el resultado de una reforma administrativa.

## Hessiano meridional
Cambios consonánticos
Las consonantes a menudo se suavizan. Por ejemplo, Äpfel en alemán estándar ("manzanas") pasa a Ebbel en hessiano.